# Urk
Urk es un municipio de la provincia de Flevoland en los Países Bajos. Urk fue una isla del Zuiderzee hasta su cierre en 1932, y luego, hasta 1939, del IJsselmeer. Cuenta con una superficie de 109,91 km ², de los que 98,38 km ² corresponden a la superficie ocupada por el agua. Con una población de 19.487 habitantes el 1 de enero de 2014 y una densidad de 1690 h/km² es con diferencia el más pequeño municipio de Flevoland. 
Hasta la conclusión en 1939 del dique que unía a Urk con el continente en Frisia, cerca de Lemmer, Urk era una isla en el IJsselmeer habitada por una comunidad cerrada y con un dialecto propio, significativamente diferente de los otros dialectos de la zona. En 1942 quedó conectado a tierra seca por Noordoostpolder. 
Históricamente, la isla aparece mencionada por primera vez en 966, en un documento de donación del emperador Otón I al monasterio de San Pantaleón de Colonia. Hasta la creación de Flevoland en 1986 perteneció primero a Holanda Septentrional y, desde 1950, a Overijssel. Cuenta con astilleros tradicionales, casas de pescadores y un pequeño faro, desde el que se tiene una amplia panorámica del Zuiderzee. En la misma población también hay una pequeña playa arenosa.
La economía de la población se ha sustentado tradicionalmente en la pesca, el turismo y las artes gráficas[cita requerida].

## Galería de imágenes

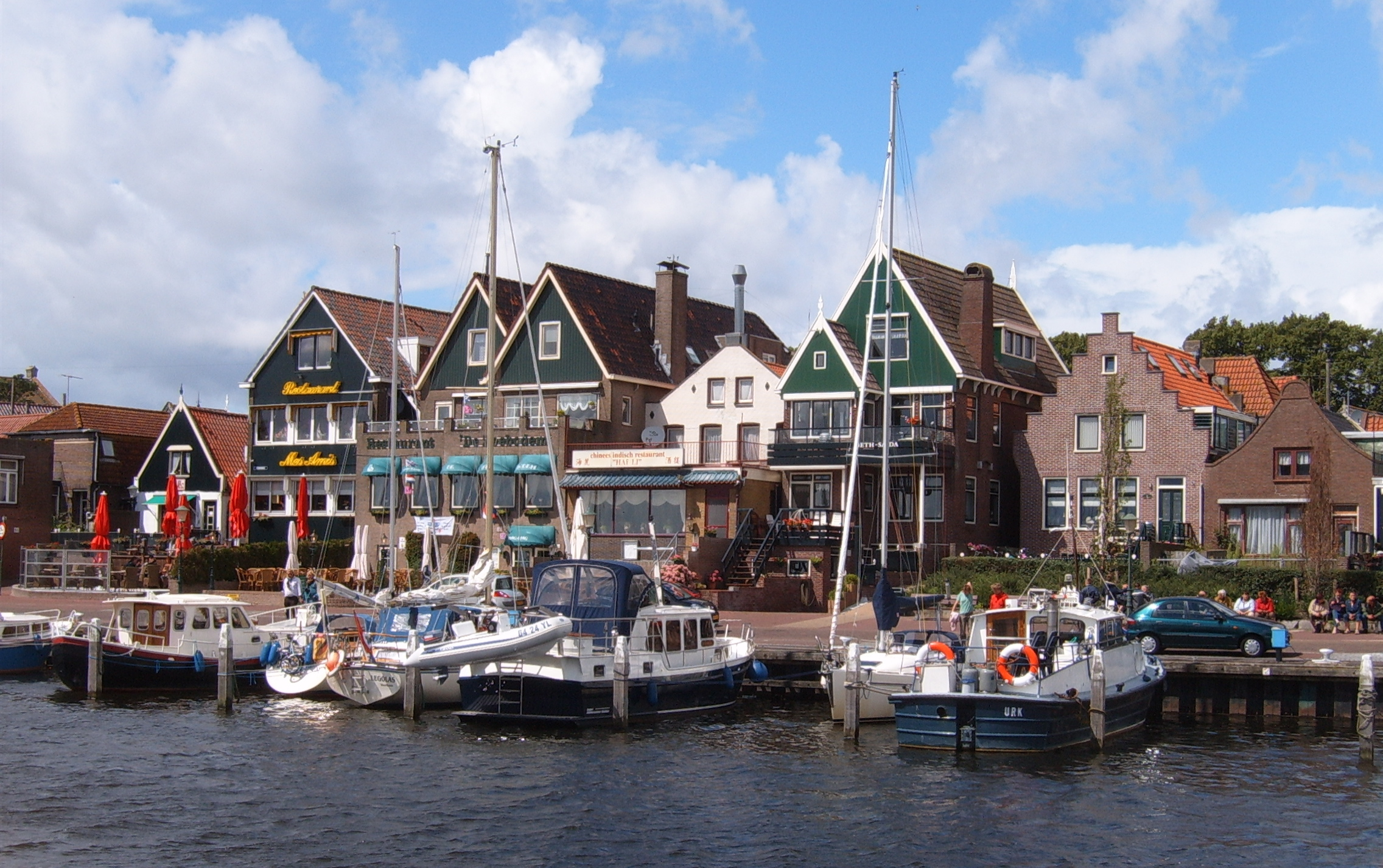
Puerto
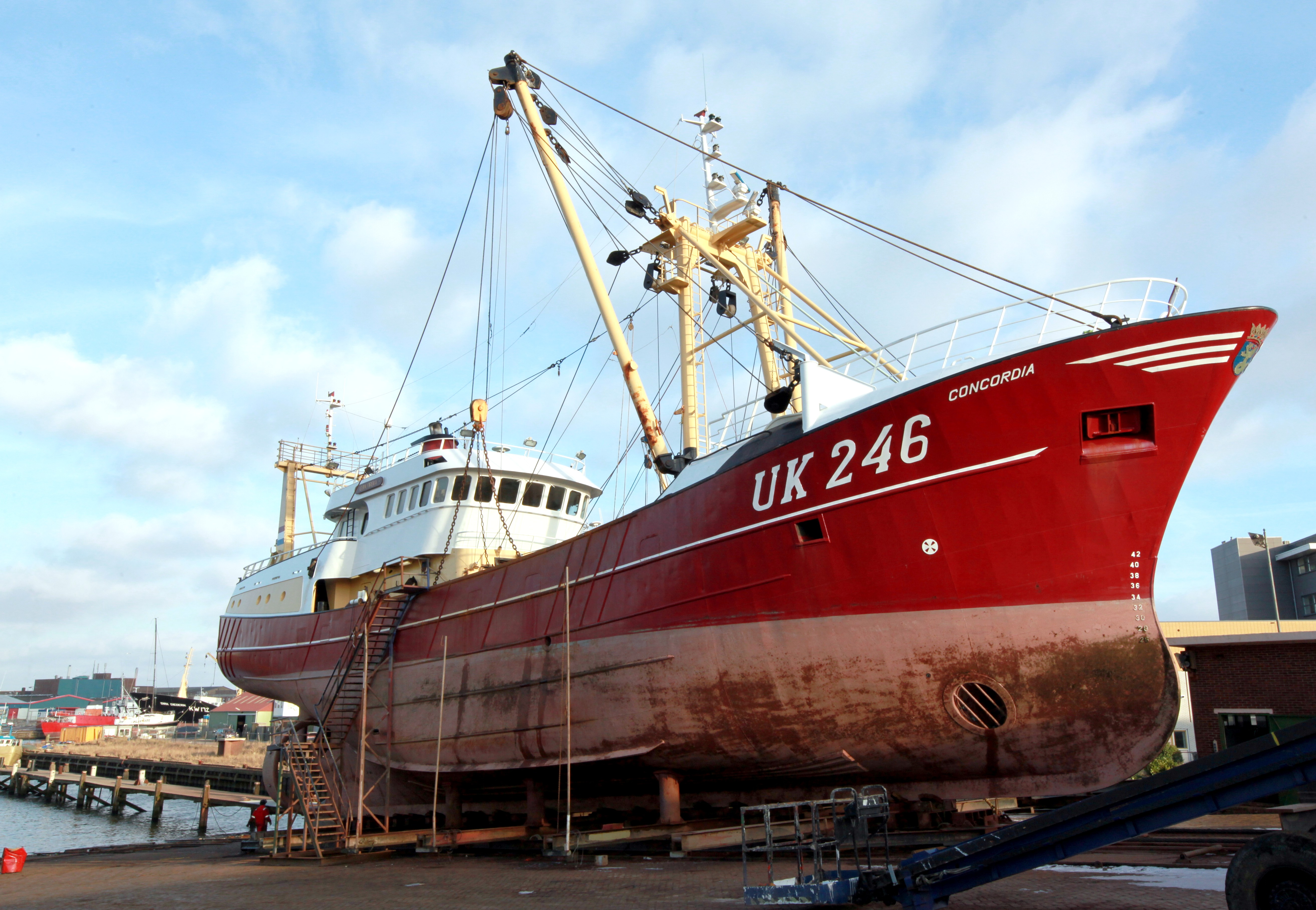
Un arrastrero de Urk
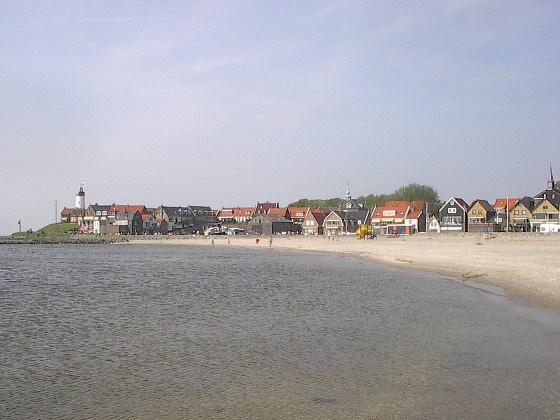
Urk